# Claudio Borghi
Claudio Daniel Borghi (Castelar, 28 september 1964) is een voormalig Argentijns voetballer die na zijn actieve carrière voetbaltrainer werd.

## Clubcarrière
Borghi, bijgenaamd Bichi, speelde als aanvallende middenvelder en kwam in eigen land onder meer uit voor Argentinos Juniors en River Plate. In 1987 werd hij aangetrokken door het AC Milan van voorzitter Silvio Berlusconi, net als de Nederlanders Marco van Basten en Ruud Gullit. Omdat clubs toentertijd slechts twee buitenlandse spelers in de selectie mochten hebben, werd hij uitgeleend aan Como Calcio voor het seizoen 1987/88.
Het volgende jaar werd het maximale aantal buitenlandse spelers verhoogd tot drie, maar Milan-trainer Arrigo Sacchi vroeg de clubleiding om een andere Nederlandse speler, verdediger/middenvelder Frank Rijkaard, aan te trekken. Borghi ging daarom zijn geluk in Zwitserland beproeven bij Xamax Neuchâtel, alvorens terug te keren naar Zuid-Amerika.
Daar speelde voor River Plate, Flamengo en Independiente. Uiteindelijk belandde de middenvelder in Chili, waar hij met Colo-Colo de CONMEBOL Recopa en Copa Interamericana won in 1992. Hij sloot zijn loopbaan in 1999 af bij Santiago Wanderers.

## Interlandcarrière
Borghi maakte deel uit van het Argentijns voetbalelftal dat in 1986 aan de hand van Diego Maradona de wereldtitel veroverde tijdens het WK voetbal in Mexico. Hij speelde in totaal zes interlands en scoorde een keer voor zijn vaderland. Zijn eerste en enige doelpunt maakte hij in de oefenwedstrijd tegen Israël op 4 mei 1986, toen Borghi de vierde treffer van de Argentijnen voor zijn rekening nam. De vriendschappelijke wedstrijd, onder leiding van de Zwitserse scheidsrechter Bruno Galler, eindigde in een afgetekende 7–2-overwinning voor de latere wereldkampioen. De andere doelpuntenmakers waren Sergio Almirón (3), Diego Maradona (2) en Carlos Tapia.
| Interlands van Claudio Borghi voor Argentinië | Interlands van Claudio Borghi voor Argentinië | Interlands van Claudio Borghi voor Argentinië | Interlands van Claudio Borghi voor Argentinië | Interlands van Claudio Borghi voor Argentinië | Interlands van Claudio Borghi voor Argentinië |
| №                                             | Datum                                         | Wedstrijd                                     | Uitslag                                       | Competitie                                    | Goals                                         |
| Als speler van Argentinos Juniors             | Als speler van Argentinos Juniors             | Als speler van Argentinos Juniors             | Als speler van Argentinos Juniors             | Als speler van Argentinos Juniors             | Als speler van Argentinos Juniors             |
| --------------------------------------------- | --------------------------------------------- | --------------------------------------------- | --------------------------------------------- | --------------------------------------------- | --------------------------------------------- |
| 1                                             | 14 november 1985                              | Argentinië – Mexico                           | 1 – 1                                         | Vriendschappelijk                             | 0                                             |
| 2                                             | 17 november 1985                              | Mexico – Argentinië                           | 1 – 1                                         | Vriendschappelijk                             | 0                                             |
| 3                                             | 26 mei 1986                                   | Frankrijk – Argentinië                        | 2 – 0                                         | Vriendschappelijk                             | 0                                             |
| 4                                             | 4 mei 1986                                    | Israël – Argentinië                           | 2 – 7                                         | Vriendschappelijk                             | 58'                                           |
| 5                                             | 5 juni 1986                                   | Italië – Argentinië                           | 1 – 1                                         | WK-eindronde                                  | 0                                             |
| 6                                             | 10 juni 1986                                  | Argentinië – Bulgarije                        | 2 – 0                                         | WK-eindronde                                  | 0                                             |

## Trainerscarrière
Na zijn afscheid begon Borghi een carrière als trainer in Chili; tussen 2004 en 2005 werkte hij als trainer van Audax Italiano. In 2006 werd hij aangesteld als trainer van de Chileense topclub Colo-Colo. Hij leidde de ploeg naar vier opeenvolgende landskampioenschappen tussen 2006 en 2007 en bracht club ook naar de finale van de CONMEBOL Sudamericana in 2006. Op basis daarvan werd hij datzelfde jaar uitgeroepen tot Zuid-Amerikaans Trainer van het Jaar.
In juni 2008 keerde Borghi terug naar Argentinië om de negentiende trainer van Independiente in de laatste tien jaar te worden. Hij bleek echter niet in staat om aan de verwachtingen te voldoen en werd ontslagen op 5 oktober 2008 na een 1–0 nederlaag tegen Huracán.
In juni 2009 werd hij aangesteld als trainer van zijn oude club Argentinos Juniors na hun slechte optreden in de 2009 Clausura. Nadat hij de club naar de zesde plaats in de 2009 Apertura had geleid, volgde de titel in de Clausura 2010. Dit kampioenschap was Borghi's vijfde titel met de club, nadat hij vier titels met de club had gewonnen als speler in het midden van de jaren tachtig.
Op 21 mei 2010 stelde Boca Juniors hem aan als nieuwe trainer. Zijn periode daar was van korte duur; zijn ontslag volgde op 17 november 2010, na het behalen van slechts zeventien punten in veertien officiële wedstrijden.
Borghi werd op 24 februari 2011 door de Chileense voetbalbond gepresenteerd als de nieuwe bondscoach, als vervanger van zijn landgenoot Marcelo Bielsa. Hij kreeg de opdracht om Chili naar het WK 2014 te loodsen. Op 9 november 2011 zette Borghi vijf internationals uit zijn selectie in de aanloop naar de WK-kwalificatiewedstrijden tegen Uruguay en Paraguay. Het vijftal – Gonzalo Jara, Jorge Valdivia, Jean Beausejour, Carlos Carmona en Arturo Vidal – zou te laat zijn komen opdagen bij een training, nadat zij dronken waren teruggekomen na een avondje uitgaan. "Drie kwartier later dan afgesproken en in een staat die niet bij een profvoetballer past", zei Borghi.
Op 14 november 2012 moest Borghi uiteindelijk opstappen na een reeks slechte prestaties, waaronder zes nederlagen op rij, waarvan drie in de WK-kwalificatiereeks. Hij had La Roja in totaal zevenentwintig wedstrijden onder zijn hoede: elf overwinningen, vijf gelijke spelen en elf nederlagen. Borghi werd opgevolgd door zijn landgenoot Jorge Sampaoli.
In januari 2014 keerde Borghi opnieuw terug als trainer van Argentinos Juniors. In januari 2016 werd Borghi aangesteld als trainer van de Ecuadoraanse topclub LDU Quito.

## Erelijst
Argentinos Juniors
- Primera División: 1984, 1985
- CONMEBOL Libertadores: 1985
- Copa Interamericana: 1985

 Colo-Colo
- Copa Interamericana: 1992
- CONMEBOL Recopa: 1992

 Argentinië
- FIFA WK: 1986

Als trainer
 Colo-Colo
- Torneo Apertura: 2006, 2007
- Torneo Clausura: 2006, 2007.

 Argentinos Juniors
- Torneo Clausura: 2010

Individueel als trainer
- Zuid-Amerikaans Trainer van het Jaar: 2006